# Porphyrinia suppura
Porphyrinia suppura là một loài bướm đêm trong họ Noctuidae.